# William Andrews Clark
William Andrews Clark (1839-1925) est un homme politique et entrepreneur américain, actif dans les mines, la banque et le chemin de fer. Il est élu sénateur des États-Unis en 1899.

## Biographie

### Origine, famille et entreprises
Né à Connellsville, en Pennsylvanie, il déménage avec sa famille dans l'Iowa en 1856, où il étudie à l'Iowa Wesleyan College, puis travaille dans des mines de quartz du Colorado, avant de participer à la ruée vers l'or de 1863 dans le Montana, où il fait fortune et devient commerçant ambulant, avec des mules apportant aux mineurs des fournitures de Salt Lake City,,.
Puis il devient banquier à Deer Lodge, toujours dans le Montana, où il récupère les mines ou les équipements de chemin de fer des clients en faillite, offertes comme caution, devenant l'un des trois « rois du cuivre », avec Marcus Daly et Fritz Augustus Heinze à Butte (Montana), où il se fait construire entre 1884 et 1888 une magnifique demeure de 34 pièces. Devenu entrepreneur de chemin de fer dans le Montana, il fit construire une ligne dans la région. En 1910, à l'initiative du vieux banquier, qui avait soutenu le trust de l'Amalgamated Copper Mining Company après la mort de Marcus Daly en 1900, les principales sociétés minières du Montana s'allièrent pour mieux contrôler le marché du cuivre.

### Carrière politique

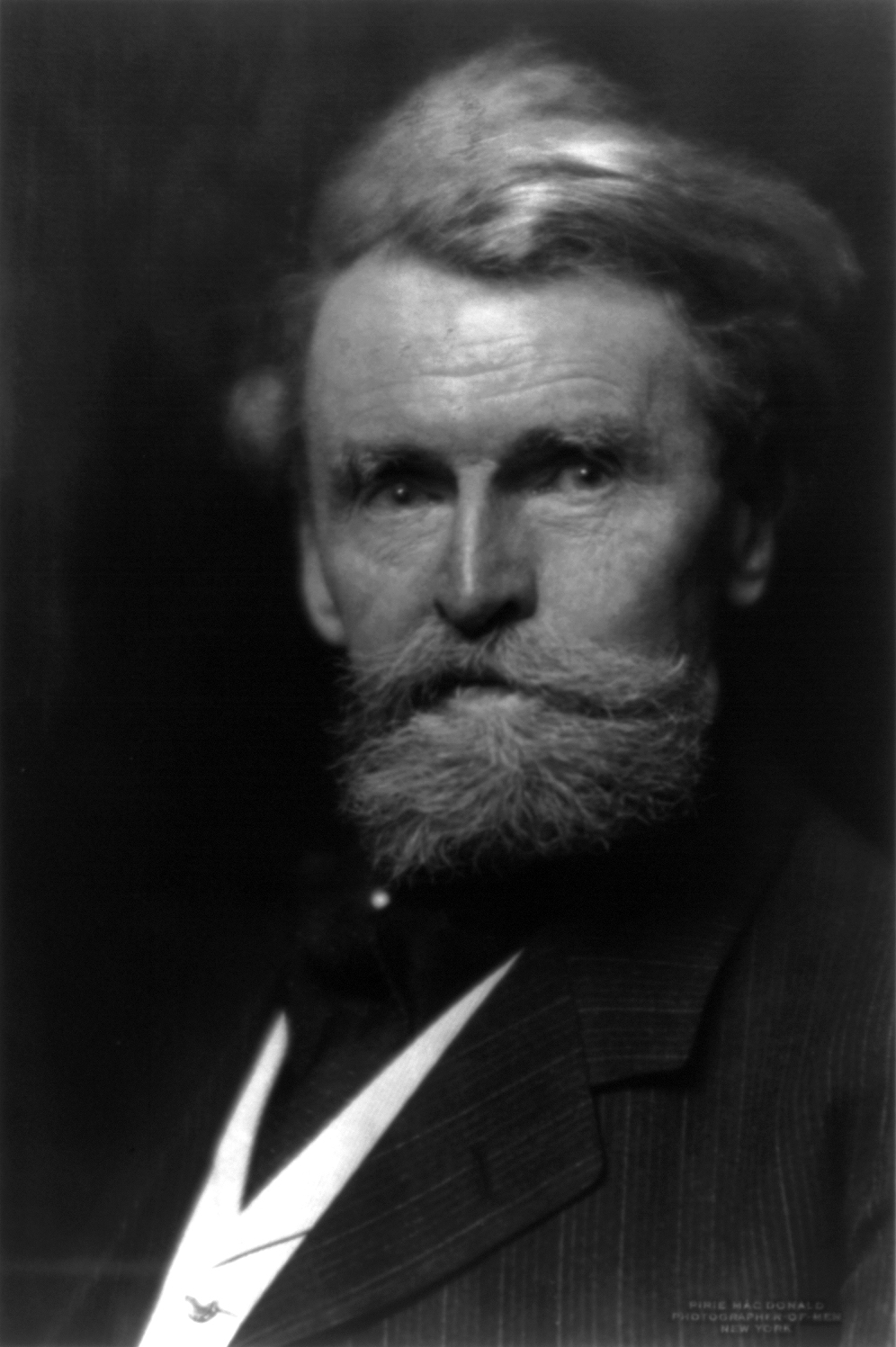
William Andrews Clark en 1917.

Acquéreur du quotidien Butte Miner, puis d'un autre quotidien dans la vallée de la Missoula, il s'en servit pour concrétiser ses ambitions et devient un héros local à Helena (Montana), en obtenant qu'elle soit la capitale du nouvel État, par un vote en 1892. Auparavant, il a été président des deux conventions de constitution d'un futur État du Montana, en 1884 et en 1889. Battu de 5 000 voix par Thomas Carter pour l'élection au poste de délégué du territoire du Montana au Congrès en 1888, il rendit responsable de cette défaite son ex-ami et rival personnel Marcus Daly, coupable d'avoir offert du whisky et des cigares à quiconque voterait contre Clark. Même s'il était lui-même au parti démocrate, Daly craignait qu'un démocrate ne puisse le défendre face au gouvernement républicain, alors que ses affaires dans l'abattage de bois risquaient d'être dénoncées. Le résultat de cette polémique est qu'en 1889 le Montana est le premier État des États-Unis à adopter le secret du vote pour les élections. De plus, Marcus Daly créé en septembre 1889 l’Anaconda Standard pour le critiquer violemment.
Élu sénateur des États-Unis en 1889, William Andrews Clark ne peut tout d'abord pas siéger en raison de révélations de l’Anaconda Standard sur un scandale de corruption des électeurs, qui est à l'origine de la rédaction du 17e amendement à la Constitution des États-Unis. Il est néanmoins élu en 1901. Dans un essai de 1907 titré Senator Clark of Montana, l'écrivain Mark Twain le décrit comme emblématique du « gilded age » et des excès de la corruption. William Andrews Clark a cependant donné son nom au Comté de Clark (Nevada) et à la William Andrews Clark Memorial Library de l'université de Californie à Los Angeles, qui gère le fonds légué par le « roi du cuivre » à sa mort.